# Championnat arabe de football des moins de 20 ans 2014
 (mars 2020).
Si vous disposez d'ouvrages ou d'articles de référence ou si vous connaissez des sites web de qualité traitant du thème abordé ici, merci de compléter l'article en donnant les références utiles à sa vérifiabilité et en les liant à la section « Notes et références ».
Navigation
Édition précédente Édition suivante
Cet article traite de l'édition 2014 du championnat arabe de football des moins de 20 ans.
Ce tournoi devait normalement être la troisième édition du championnat Arabe de football U-20. Le tournoi devait être organisé par le Qatar et devait être joué entre le 2 et le 15 juin 2014.
Ce tournoi a été reporté du 25 décembre 2014 au 5 janvier 2015, en raison de la tenue de la Coupe du monde de football de 2014 en juin 2014.
Il a finalement été annulé, pour cause de manque de sponsor.

## Participants
- Djibouti
- Irak
- Liban
- Mauritanie
- Qatar (Hôte)
- Arabie saoudite
- Soudan
- Tunisie